# Onreglementaire zet
| 8 | rd                  |    |    | qd | nd | rd |    | kd |
| 7 | pd                  | pd |    |    |    |    | pd | pd |
| 6 |                     |    | pd |    |    |    |    |    |
| 5 |                     |    | bd | pd |    |    |    |    |
| 4 | ql                  |    | pl |    |    |    |    |    |
| 3 | pl                  | pl |    |    |    |    |    |    |
| 2 |                     | bl |    |    | nl | rl | pl | pl |
| 1 |                     |    |    |    |    | rl | kl |    |
|   | a                   | b  | c  | d  | e  | f  | g  | h  |
|   | wit speelt Txf8+... |    |    |    |    |    |    |    |

Een onreglementaire zet (of onmogelijke zet) is een zet in een bordspel (schaken, dammen, go, enzovoorts) die volgens de spelregels niet is toegestaan. 

## Schaken
In het diagram is wit aan zet. De zet 1.Txf8+ is nu onreglementair, omdat wit hiermee zichzelf schaak zet (door de zwarte loper op c5).
De speler die een onreglementaire zet doet, moet de zet terugnemen en een andere zet doen. Daarbij is de pièce touchée-regel van toepassing: zo mogelijk moet er een andere zet worden gedaan met het aangeraakte stuk. Bij snelschaak en rapidschaak kan een onreglementaire zet tot verlies leiden als de tegenstander dat claimt of als de arbiter het voorval waarneemt.
Een onvolledige zet is ook onreglementair. Onvolledige zetten zijn onder andere: 
- Een onvoltooide rokade: alleen de koning twee stappen opzij zetten en de toren laten staan.
- Een onvoltooide promotie: een pion op de achterste rij zetten zonder er een ander stuk voor in de plaats te zetten. Heeft de speler de schaakklok al ingedrukt, dan mag de speler alleen nog een dame kiezen.

Soms wordt een onreglementaire zet pas later opgemerkt. In dat geval moet zo mogelijk de stelling voorafgaand aan de onreglementaire zet worden hersteld en wordt, in officiële partijen, eventueel door de arbiter een straf opgelegd; meestal krijgt de benadeelde partij twee minuten bedenktijd extra.

## Dammen
Net als bij schaken geldt dat onvolledige zetten onreglementair zijn, zoals:
- Met een schijf een enkel stuk slaan terwijl er nog meer stukken geslagen moeten worden.
- Een stuk slaan zonder het geslagen stuk van het bord te nemen.

De tegenstander mag kiezen of hij een onreglementaire zet intact laat, of dat die moet worden teruggenomen. Zodra hij zelf heeft gezet, is een eventuele onreglementaire zet definitief.

## Go
Bij go is een onreglementaire zet bijvoorbeeld het direct terugslaan bij een ko. De te volgen procedure bij het vaststellen van een onreglementaire zet hangt af van de gebruikte regels: verschillende bonden hebben daarvoor verschillende regels, variërend van het herstellen van de stelling tot het direct verliezen van de partij.